# Козлово (Одесская область)
Козлово (укр. Козлове) — село, относится к Ивановскому району Одесской области Украины.
Население по переписи 2019 года составляло 223 человека. Почтовый индекс — 67210. Телефонный код — 4854. Занимает площадь 1,186 км². Код КОАТУУ — 5121882602.

## Местный совет
67210, Одесская обл., Ивановский р-н, с. Михайлополь, ул. Ленина, 25а